# Emil Urch
Emil Urch (Pula, 18. srpnja 1911. – Zagreb, 24. lipnja 1980.), hrvatski reprezentativni nogometni vratar i trener.

## Igračka karijera
Branio je u klubovima Viktorija, Uskok, Građanski, s kojim je 1937. i 1940. osvajao državna prvenstva. Nakon raspuštanja Građanskog 1945. prelazi u Dinamo s većinom suigrača. Igračku karijeru završava u Jaski, gdje ujedno nastavlja s radom u nogometu kao trener.

## Reprezentativna karijera
Dva je puta branio za hrvatsku reprezentaciju 1942. godine. U prvom nastupu, protiv Italije na gostovanju u Genovi, primio je četiri pogotka u porazu Hrvatske (0:4), ali je u drugom nastupu očuvao mrežu u pobjedi protiv Bugarske u Zagrebu (6:0)
17 puta branio je za reprezentacije Zagrebačkog nogometnog podsaveza.
Kao svojevrsni kuriozitet stoji činjenica da nikada nije nastupio za jugoslavensku reprezentaciju, iako je čak 17 puta bio na klupi, kao pričuva Franji Glaseru.